# NGC 1157
NGC 1157 je galaksija u zviježđu Eridan.

## Vanjske poveznice
- SEDS: NGC 1157